# Río Sant Martí
El río de Sant Martí es un afluente del río Noguera de Tor, dentro del valle de Sant Martí, que a su vez está enclavado en el valle de Bohí, en la zona nororiental de la comarca catalana de la Alta Ribagorza, en la provincia de Lérida (España).
Nace en los estanys (lagos) del Pessó, a 2492 m s. n. m., al pie de los picos del mismo nombre. Hace un recorrido de 8 km, de E a O y desemboca en el río Noguera de Tor, cerca de Erill-la-Vall. En su curso forma el pequeño valle de Sant Martí.